# Густинетти, Элио
Э́лио Густине́тти (итал. Elio Gustinetti; род. 29 марта 1955, Бергамо, Ломбардия) — итальянский футболист и футбольный тренер. Выступал на позиции нападающего. Игровую карьеру начинал в родном городе, в клубе «Аталанта». Выступал в Серии В и Серии С за «Удинезе», «Фоджа», «Форли» и СПАЛ 1907. Завершил игровую карьеру в 1987 году в клубе «Стеццанезе».

## Карьера
В 1988 году начал тренерскую деятельность в клубе «Леффе», выступавшем в межрегиональной лиге, где по итогам дебютного сезона занял 3-е место. Затем перешёл в «Альбинезе» и за три сезона вывел команду в Серию D. В сезоне 1994-1995 вернулся в «Леффе» и провёл с командой дебютный сезон в Серии C1, по итогам которого клуб занял 9-е место.
С 1995 по 1997 год руководил «Лекко», с которым вышел в Серию C1. В 1998 году вывел в Серию B клуб «Лумедзане». Сезон 1998/99 начал в качестве главного тренера «Реджины» в Серии В, но был уволен по ходу сезона. Занял 8-е место в Серии В с Эмполи в 2000 и «Тревизо» — в 2000-2001 годах.
В 2001 году возглавил клуб Серии C «Альбинолеффе». В первом сезоне команда финишировала на 13-м месте, однако в 2003 году вылетела в Серию D. В сезоне 2005/06 возглавил «Ареццо», с которым занял 7-е место в Серии B, пропустив в плей-офф «Чезену». После сезона в «Кротоне» вернулся в «Альбинолеффе», с которым занял 4-е место в чемпионате, уступив в финале плей-офф «Лечче».
В сезоне 2008/09 тренировал «Гроссето». В марте 2009 года покинул свой пост, но спустя неделю вернулся к исполнению обязанностей. 25 марта 2009 года был восстановлен в должности главного тренера. Под его руководством команда достигла значительного успеха, пробившись в плей-офф, уступив в борьбе за выход в Серию A «Ливорно». Сезон 2009/10 Густинетти не довел до конца — 24 марта 2010 года ушёл в отставку, находясь на 4-м месте в таблице.
31 мая 2010 года подписал контракт с «Асколи» до 30 июня 2011 года, однако уже в ноябре 2010 года покинул клуб.

## Достижения

### Командные
«Удинезе»
- Чемпион Серии С: 1977/78
- Обладатель Кубка Серии С: 1977/78
- Обладатель Англо-итальянского Кубка: 1977/78